# I Cavalieri Delta
I Cavalieri Delta (Quest of the Delta Knights) è un film fantasy del 1993, diretto da James Dodson della Pyramid entertainment. In Italia il film è stato distribuito solo in home video dalla BMG Video. L'edizione VHS, distribuita in Italia nel 1995, fu intitolata Dungeons & Dragons, con una scritta simile a quella presente sui manuali del gioco omonimo.
In Australia il film è intitolato Quest for Delta knights.

## Trama
Siamo agli inizi del XVI secolo, un ragazzino di nome Travis (soprannominato Teo), sta viaggiando verso il sud dell'Inghilterra assieme ad una comitiva di viandanti. Ma giunti nel feudo di Lady Mannerjay, la comitiva viene assaltata dagli uomini di Lord Vultare, luogotenente della lady. Durante l'assalto alcuni viaggiatori, tra cui la madre di Teo, restano uccisi, mentre i sopravvissuti vengono venduti come schiavi. Nella città di Lady Mannerjay, Teo viene acquistato, per una moneta di rame, dal vecchio mendicante Baydool. Egli vorrebbe fare la sua conoscenza ma Teo non vuole neanche parlare. Giunti a casa Baydool lo libera dalla schiavitù offrendogli casa e ristoro, ma Teo fugge impaurito e confuso. Vedendo i vari pericoli che incombono per le strade, Teo torna alla casa di Baydool e si addormenta davanti alla porta. Il mattino dopo, mentre camminava per le strade, il mercante di schiavi vede Teo che dorme per terra e cerca di catturarlo, ma Baydool lo sorprende e lo manda via. Avendogli dimostrato la propria benevolenza Teo comincia a fare la conoscenza di Baydool, ed insieme si guadagnano da mangiare chiedendo l'elemosina. In quei giorni diverse persone vengono arrestate da Lord Vultare con l'accusa di essere spie di un ordine segreto. inizialmente Teo non ha molta fortuna, ma nei giorni seguenti, intrattenendo la gente in strada con dei balletti, i suoi guadagni arrivano perfino a superare quelli di Baydool, il quale nota un certo talento nel ragazzo. Un giorno Teo scopre una botola sul pavimento e Baydool gli mostra che essa è l'accesso segreto ad una stanza sotterranea e che egli non è un mendicante ma un membro dei Cavalieri Delta, un ordine segreto il cui scopo è condurre l'umanità in un'epoca di pace e prosperità. Intenzione dell'ordine è quella di trovare il rifugio perduto, un nascondiglio ove il grande scienziato Archimede (custode dei segreti di Atlantide) fece nascondere le sue macchine e le sue scoperte scientifiche, ma anche Lord Vultare è alla ricerca del rifugio perduto per conto di Lady Mannerjay. Lo stesso Archimede lasciò ai posteri un libro (intitolato La giusta via) di misteriosi indizi, mappe enigmatiche e profezie sull'avvento di un prescelto che avrebbe trovato il rifugio. Baydool rivela che, secondo la profezia, il prescelto è proprio Teo e lo addestra affinché possa compiere la missione. Nel giro di alcuni anni Teo impara a combattere, aprire le serrature, usare una cerbottana di freccette al sonnifero, ecc. Terminato l'addestramento l'ordine invia a Baydool una mappa enigmatica che indica l'ubicazione del rifugio perduto e che solo il prescelto può tradurre. La mappa però viene intercettata dagli uomini di Lord Vultare che ne affida la decifrazione a Wampol, il mago di Lady Mannerjay. Tuttavia Wampol, nonostante le sue conoscenze, non è molto pratico nell'interpretare la mappa, così Vultare fa chiamare appositamente degli esperti. Baydool e Teo s'introducono nello studio di Wampol, facendosi passare per esperti studiosi e mentre Baydool distrae il mago Teo fa una copia della mappa. Tornati a casa Baydool aiuta Teo a risolvere l'enigmatica mappa ed entrambi scoprono che il rifugio perduto è situato proprio in Inghilterra. Baydool induce Teo a partire da solo, ma quando questi si avvia Lord Vultare e i suoi uomini giungono in città ed arrestano Baydool. Teo riceve in seguito un messaggio di Baydool che gli dice di recarsi alla locanda di Madam Maaydeed (ove troverà un altro membro dell'ordine che lo accompagnerà nella missione), ma disobbedisce e tenta di liberare il suo maestro dalla prigione. Durante la fuga Baydool viene ferito ed ucciso dagli uomini di Lord Vultare il quale, sapendo che il mendicante aveva un complice decide di pedinarlo per giungere al rifugio perduto. Teo si reca così alla locanda di Madam Maaydeed ove fa la conoscenza di una prostituta di nome Thena e di Leonardo, un pittore fiorentino originario del paesello di Vinci. Durante la notte Lord Vultare ed i suoi uomini sostano alla locanda di Madam Maaydeed, la quale vende a poco prezzo Thena a Vultare. Teo e Leonardo fuggono rubando il cavallo di Lord Vultare e seminano i suoi uomini. Teo decide poi di liberare Thena (avendo riconosciuto in lei la schiava che era in cella con lui prima della vendita), rischiando di essere catturati da Vultare. Il salvataggio ha successo e Thena, pur essendo stata liberata decide di seguirli nella loro missione. Durante la notte gli uomini di Vultare li attaccano di sorpresa, ma vengono uccisi da Thena e Leonardo. I tre riprendono il cammino, ma lungo la strada vengono circondati e catturati dalla gente della boscaglia. Intanto Lord Vultare torna al castello per reclutare altri uomini, qui riceve da Wampol la mappa finalmente tradotta. Teo e gli altri vengono condotti ed imprigionati in un villaggio sugli alberi, ove regna il principe Janter, il quale riconosce in Thena la sua perduta sorella Atena. Teo e Leonardo vengono liberati e gli si offre di scortarli, essi però rifiutano ed il mattino dopo ripartono da soli, ma non sanno che anche Lord Vultare si sta dirigendo là.

## Produzione
Gli esterni del laboratorio di Archimede sono stati girati presso il Palazzo delle Belle Arti di San Francisco, gli interni del palazzo di Lady Mannerjay presso lo Scottish Rite Temple di Oakland, gli esterni della prigione al Petaluma Adobe State Historic Park mentre la gran parte del film è stata girata al Renaissance Pleasure Faire di Novato (in California).
Una locandina del film mostra un cavaliere in armatura sullo sfondo notturno del profilo di un castello (che dovrebbe essele il castello di lady Mannerjay). Il castello della locandina è in realtà Mont Saint-Michel, mentre il cavaliere non corrisponde a nessun personaggio.